# Barnes zetafunktion
Inom matematiken är Barnes zetafunktion en generalisering av Riemanns zetafunktion introducerad av E. W. Barnes (1901). Den generaliseras vidare av Shintanis zetafunktion.

## Definition
Barnes zetafunktion definieras som
{\displaystyle \zeta _{N}(s,w|a_{1},\dots ,a_{N})=\sum _{n_{1},\dots ,n_{N}\geq 0}{\frac {1}{(w+n_{1}a_{1}+\cdots +n_{N}a_{N})^{s}}}}
där w och aj har positiv reell del och s har reell del större än N.
Den har en meromorfisk fortsättning till alla komplexa s vars enda singulariteter är simpla poler vid s = 1, 2, …, N. För N = w = a1 = 1 blir den Riemanns zetafunktion.